# Vanja Perišić
Vanja Perišić (* 5. Juli 1985 in Split) ist eine kroatische Leichtathletin.
Die 800-Meter-Läuferin nahm 2006 an den Europameisterschaften teil, bei denen sie jedoch im Vorlauf ausschied. Bei den U23-Europameisterschaften 2007 konnte sie die Bronzemedaille gewinnen. Im Juni 2008 steigerte sie ihre persönliche Bestleistung auf 2:00,21 min. Kurz danach nahm Perišić in Peking an den Olympischen Spielen teil. Ihr Dopingtest war allerdings positiv auf Epo und sie wurde für zwei Jahre gesperrt.